# La-La (Means I Love You)
Singles de The Delfonics
You've Been Untrue
(1967) I'm Sorry
(1968)
Pistes de La La Means I Love You
Alfie
(6) You're Gone
(8)
La-La (Means I Love You) est une chanson de musique soul du groupe vocal américain The Delfonics. Sortie  en décembre 1967 chez Philly Groove Records, la chanson est écrite par Thom Bell et William Hart, et produite par Bell et Stan Watson. Sa production est ses arrangements ont contribué à la définition du style Philadelphia soul.

## Enregistrement et réception
La chanson est enregistrée aux Sigma Sound Studios (alors appelés Sound Plus Studios) à Philadelphie. Le son développé par Thom Bell et Stan Watson est très différent des productions de Memphis soul et de southern soul alors en vogue. Le backbeat a presque entièrement disparu, remplacé par un simple coup de caisse claire sur le downbeat de chaque mesure, et la basse est masquée derrière une section de cordes extrêmement proéminente. La guitare est minimale et il n'y a pas de piano ou d'orgue du tout. Les harmonies vocales légères de William Hart, Wilbert Hart et Randy Cain sont plus douces encore que celles David Ruffin des Temptations.
La-La-Means I Love You est éditée en single en décembre 1967 par Philly Groove Records (avec une étiquette verte), puis rééditée le 26 janvier 1968 pour une distribution nationale par Bell Records (avec une étiquette blanche). La chanson figure ensuite sur l'album du même titre paru le 14 mai 1968.
La chanson atteint la 4e place dans le classement pop du magazine américain Billboardet la 2e position des charts R&B en 1968, et se classe numéro 19 des meilleures ventes de single britanniques en 1971. La-La (Means I Love You) est l'enregistrement le plus populaire des Delfonics, étant à la fois celui qui s'est plus vendu et celui qui a occasionné le plus grand nombre de reprises.

## Autres versions

### Reprises
La-La-Means I Love You a fait l'objet de plusieurs reprises par différents artistes.
- Booker T. and the M.G.'s font une version instrumentale de la chanson dans leur album de 1968, Soul Limbo.
- Alton Ellis and the Flames enregistrent une version rocksteady en 1968 sur le label Jamaican Supersonics.
- The Jackson Five la reprennent dans leur album ABC en 1970.
- Todd Rundgren l'intègre dans un medley (I'm So Proud/Oooh Baby Baby/La La Means I Love You/Cool Jerk) qui figure dans son album de 1973, A Wizard, a True Star.
- Le groupe du Minnesota The Jets l'enregistre pour son premier album éponyme de 1985.
- Tatsurō Yamashita reprend la chanson sur son album de 1989, Joy: Tatsuro Yamashita Live.
- Les Swing Out Sister reprennent la chanson sur leur album de 1994, The Living Return
- The Manhattan Transfer l'interprète en 1995 dans son album Tonin',  avec Laura Nyro.
- Prince enregistre la chanson pour son album de 1996, Emancipation.
- L'Orchestre philharmonique de Los Angeles l'interprète avec Kali Uchis en 2018 sur la scène du Hollywood Bowl pour son 100e anniversaire[8].

### Samples
La chanson La-La-Means I Love You est également samplée par de nombreux rappeurs et DJs.
- En 2004, Ghostface Killah sample La-La Means I Love You pour sa chanson Holla dans son album The Pretty Toney Album.
- Angie Stone la sample dans You're Gonna Get It en 2004.
- Shaggy sample la chanson sur Bad Man Don't Cry en 2008.
- Le refrain est samplé sur un morceau de Nicki Minaj avec Hood Stars en 2011, également intitulé La La Means I Love You.

## Culture populaire
La chanson est présente dans plusieurs films ou séries télévisées.

### Cinéma
- Crooklyn de Spike Lee en 1994.
- Jackie Brown de Quentin Tarantino en 1997.
- John Q de Nick Cassavetes en 2002.
- Nicolas Cage la chante à Téa Leoni dans le film de 2000, The Family Man.

La La Means I Love You est aussi le titre d'un film de Margarita Milne sorti en 2018.

### Télévision
- Changement de famille, épisode 5 de la saison 1 de Malcolm (1999).
- Quartier VIP, épisode 7 de la saison 6 des Soprano (2006).